# Atsiz ibn Muhammad ibn Anuixtigin
Atziz ibn Muhammad ibn Anushtigin (1098-1156) fou xa de Coràsmia. Va tenir els títols de Qïzïl Arslan (o Kizil Arslan) Abul-Muzaffar Ala al-Din wa'l-Dawla.
El 1127 o 1128 va succeir al seu pare en el càrrec, com a vassall del sultà seljúcida Sandjar. El seu projecte era ser independent tant dels seljúcides com dels Karakhànides i Kara Khitay i annexionar els districtes del nord que antigament foren part de Coràsmia. Segons Djuwayni ja abans d'arribar al tron havia iniciat la conquesta de la zona entre la mar Càspia i la mar d'Aral amb la península de Min Kishlak (rus [Mangyshlak]) i el territori de Djand que anava cap al sud fins al Iaxartes, conquesta que va completar ja en el tron.
Va acompanyar a sandjar en les seves campanyes a Transoxiana (1130) i Gazni contra el sultà Bahram Shah (1135). Revoltat contra Sandjar (després del 1135, probablement el 1137) aquest finalment va organitzar una expedició que el va derrotar a Hazarasp el 15 de novembre de 1138, en la que el fill d'Atsiz fou fet presoner i executat. Sulayman ibn Muhammad fou instal·lat com a xa de Coràsmia, i Atsiz va fugir al Gurgan, però el 1139 Atsiz va poder redreçar la situació amb el suport de la població i va obligar a Sulayman a fugir entrant llavors a Bukharà; no obstant va jutjar prudent reconèixer de nou la sobirania de Sandjar (maig de 1141).
Durant temps va patir les incursions dels kara khitay. El 1141 va incorporar Otrar als seu dominis a canvi de pagar als Kara Khitay un tribut en or (30000 dirhams) i en espècie. Després de la derrota de Sandjar enfront dels Kara Khitay a la batalla de l'estepa de Katwan (9 de setembre de 1141) es va revoltar altre cop i va ocupar Sarakhs, Merv (19 de novembre de 1141), Nixapur (maig de 1142) i Bayhaq, que pertanyien al sobirà seljúcida. En una campanya l'any 538 de l'hègira (1143/1144) Sandjar el va obligar a reconèixer altre cop la seva sobirania i retornar les conquestes.
El 1147 es va tornar a revoltar i l'enviat de Sandjar a la seva cort fou assassinat. Sandjar llavors va conquerir Hazarasp (gener de 1148) i va assetjar Gurgandj, però després d'una entrevista amb Atsiz (juny de 1148) va permetre que seguís en el poder. Llavors va orientar la eva expansió cap al nord, i el 1152 va recuperar Djand que havia caigut en mans del príncep karakhànida Kamil al-Din ibn Arslan Khan Mahmud.
Després del 1148 Atsiz fou lleial a Sandjar fins i tot quan aquest fou capturat per les bandes d'oghuz del Khurasan el 1153. Atsiz va fer diverses expedicions contra les bandes oghuz del Khurasan, la primera el 1154 quan va arribar fins a Bayhak, i la segona el 1156 convidat pels karakhànida Mahmud Khan, nebot de Sandjar.
En premi de la seva fidelitat durant el captiveri de 1153, Sandjar li va prometre que li donaria la fortalesa d'Amul (moderna Türkmenabat o Turkmenabad) i algunes altres, però en una data posterior. Quan Sandjar va poder fugir Atsiz el va anar a saludar a Nasa (1156) i va morir poc després a Khabushan a la vora del riu Atrek el 30 de juliol de 1156 o 9 de maig de 1157
El va succeir el seu fill Il-Arslan Abul-Fath (1156-1172) que era governador de Djand.

## Nota
1. ↑  Enciclopèdia del Islam
2. ↑  Enciclopèdia Irrànica